# Ribeirão Barra Grande
O Ribeirão Barra Grande é um curso de água do estado de São Paulo, afluente da margem sul do rio Preto.
Conflui suas águas no rio Preto na cidade de Ipiguá, no quilômetro 50. Nasce na cidade de Mirassol, corre em direção norte drenando as águas de vários córregos da cidade. então desvia seu curso para nordeste onde permanece até entrar nos limites do município de Mirassolândia, onde desvia-se novamente para norte. Após entrar em Ipiguá, vira-se para noroeste e segue nessa direção até a foz logo adiante. Corre mais ou menos 30 quilômetros.